# Budy (powiat radomski)
Budy – osada w Polsce położona w województwie mazowieckim, w powiecie radomskim, w gminie Iłża.
W latach 1975–1998 miejscowość administracyjnie należała do województwa radomskiego.